# Libellula melli
Libellula melli is een libellensoort uit de familie van de korenbouten (Libellulidae), onderorde echte libellen (Anisoptera).
De wetenschappelijke naam Libellula melli is voor het eerst geldig gepubliceerd in 1948 door Schmidt.